# 広島県道315号下石八重線
広島県道315号下石八重線（ひろしまけんどう315ごう しもいしやえせん）は、広島県山県郡北広島町を通る一般県道である。

## 概要
山県郡北広島町下石から山県郡北広島町有間に至る。

### 路線データ
- 起点：山県郡北広島町下石（国道433号交点）
- 終点：山県郡北広島町有間
- 区域決定区間：山県郡北広島町寺原 - 山県郡北広島町有間（国道261号旧道交点）間

## 歴史
- 1996年（平成8年） - 路線認定。

## 地理

### 通過する自治体
- 山県郡北広島町

### 交差する道路
| 交差する道路             | 交差する場所 | 交差する場所 |
| ------------------------ | ------------ | ------------ |
| 国道433号 国道434号 重複 | 下石         | 起点         |
| 区域未決定区間           |              |              |

### 沿線
- 千代田ゴルフ倶楽部
- 広島県立千代田高等学校